# سمارت تكنولوجيز (شركة)
سمارت تكنولوجيز المعروفة أيضًا باسم سمارت، هي شركة كندية مقرها في كالغاري، ألبرتا، كندا ومملوكة بالكامل لشركة فوكسكون. 
تأسست شركة سمارت في عام 1987، وتشتهر بألواح الكتابة التفاعلية التي تحمل علامة «السبورة الذكية» المستخدمة بشكل شائع في التعليم والأعمال.

## التأريخ
تأسست سمارت في عام 1987 من قبل الزوج والزوجة ديفيد مارتن ونانسي نولتون. [بحاجة لمصدر]
في عام 1991، قدمت سمارت السبورة البيضاء التفاعلية، والتي تحمل العلامة التجارية «السبورة الذكية».
في عام 2003، قامت سمارت بتطوير تقنية (اللمس البصري الرقمي) التي كانت ميزة مهمة للوحة السمارت.
في عام 2009، قدمت سمارت ملف التعدي على براءات الاختراع دعوى قضائية ضد نيكست ويندو ومقرها نيوزيلندا قبل الاستحواذ على الشركة بالكامل في عام 2010.
في 15 يوليو 2010 قامت سمارت تكنولوجي بوضع الطرح العام الأولي في بورصة ناسداك وبورصة تورنتو، حيث جمعت ما يزيد عن 660 مليون دولار. في وقت لاحق من ذلك العام، تم تقديم عدة شكاوى جماعية ضد سمارت محاكم المقاطعات الأمريكية في نيويورك وإلينوي. قدمت الشكاوى نيابة عن مشتري أسهم التصويت الثانوية من الفئة أ في الاكتتاب العام الأولي في شركة سمارت يوليو 2010، وزعمت الشكاوى أن الشركة لم تكشف عن معلومات مهمة قبل الاكتتاب العام. تم التوصل إلى تسوية في مارس 2013.
اعتبارًا من نهاية السنة المالية 2011، تصدرت السبورات البيضاء التفاعلية سمارت بورد فئة السبورة التفاعلية بحصة 63٪ في الولايات المتحدة، و 44٪ في أوروبا والشرق الأوسط وإفريقيا (أوروبا والشرق الأوسط وأفريقيا) و 47٪ على مستوى العالم.
في عام 2011، وظفت سمارت حوالي 1700 شخص.في أبريل 2012، وسط انخفاض أسعار الأسهم والمبيعات الناتجة عن انخفاض إنفاق مجلس المدرسة، استقال كل من مارتن ونولتون من أدوارهما التنفيذية في سمارت قبل مغادرة المجلس في أبريل 2014.
في 11 ديسمبر 2012، أعلنت شركة سمارت تكنولوجي أنها ستبدأ إعادة هيكلة الشركة. شرعت الشركة في تسريح 25٪ من موظفيها. صرح نيل جايدون، الرئيس التنفيذي في ذلك الوقت، أنه سيوفر للشركة ما يقرب من 40 مليون دولار، واستشهد بالمنافسة في السوق كجزء من سبب إعادة الهيكلة.
في عام 2016، استحوذت شركة فوكسكون على شركة سمارت تكنولوجي مقابل 200 مليون دولار.